# Clau (puntuació)
La clau és un signe de puntuació que s'escriu {} (el text entre claus es posa entre els dos símbols) i és una evolució gràfica del parèntesi.

## Usos
- serveix per incloure els diferents elements d'un esquema
- en matemàtiques, està per sobre del claudàtor i del parèntesi ordinari.
- és l'emoticona de l'abraçada
- a la Viquipèdia s'usen per indicar plantilla en sintaxi wiki
- defineix un conjunt en lògica, matemàtiques i programació